# 聖米格爾 (亞利桑那州)
聖米格爾（英語：San Miguel）是位於美國亞利桑那州皮馬縣的一個人口普查指定地區。根據2010年美國人口普查，該地共人口197人，而該地的面積約為14.64平方千米。

## 地理
聖米格爾的座標為31°37′46″N 111°46′49″W / 31.62944°N 111.78028°W，而該地最高點為海拔高度1052米（即3452英尺）。